# Grovplåtverk
Grovplåtverk, valsverk för produktion av plåt med tjocklek som överstiger 5 mm. Utgångsmaterialet, s.k. slabs (metallstycke) valsas vanligtvis i ett kvartovalsverk där stödvalsarna medverkar till att slutprodukten (plåten) blir jämntjock.